# Rio Nahoon
Rio Nahoon é um rio da África do Sul.